# Atassite

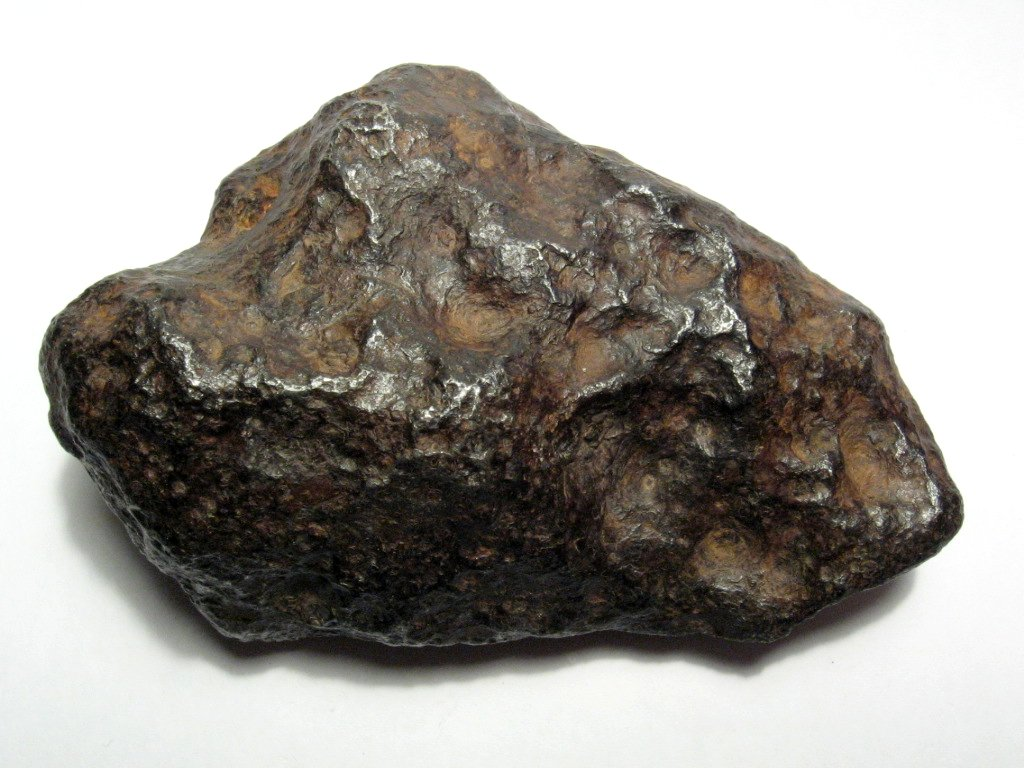
Esemplare di meteorite Chinga, un'atassite

Le atassiti sono un tipo di meteorite ferrosa che si differenzia dalle altre meteoriti di questo tipo per un alto contenuto di nichel e l'assenza delle bande di Widmanstätten.

## Caratteristiche
Sono composte principalmente di taenite (una lega metallica di ferro e nichel), ma contengono anche plessite, troilite e microscopiche lamelle di kamacite. Le atassiti sono le meteoriti con il più alto contenuto di nichel finora scoperte, fino al 18%. Questa concentrazione di nichel insolitamente elevata è la causa del mancato sviluppo delle figure di Widmanstätten: in questo caso la kamacite può essolversi dalla taenite solo a temperature molto basse (circa 600 °C) alle quali la diffusione è già troppo lenta.
La maggior parte delle atassiti appartiene al gruppo chimico IVB delle meteoriti ferrose.

## Abbondanza
Si tratta di una classe di meteoriti molto rara da trovare sulla Terra: nessuna delle 50 cadute meteoritiche osservate di meteoriti ferrose appartiene a questo gruppo. Nonostante ciò Hoba, la meteorite più grande ritrovata (singolo frammento più grande), è proprio di questo tipo.

## Esempi di atassiti
Alcune note atassiti sono:
- Hoba
- Chinga
- Dronino

In Italia all'inizio degli anni '60 è stata trovata la meteorite di Barbianello, un singolo esemplare di 860g.